# 天心流兵法
天心流兵法（てんしんりゅうひょうほう）は、神奈川や東京などを中心に活動している団体である。メイド服を着ての女装抜刀や音楽ライブの前座、クロッキー会などで人気を博し、数々のメディアに取り上げられている。近年ではインターネット、SNSなどを通じて知名度を高め、世界各国への普及も行っている。
江戸時代に存在した天心流の継承を元に古武術団体を主張しているが、後述にあるように証拠となる史料が代表の中村天心による口伝のみであり、その内容が客観的資料や他の史料と整合性が無い為、武術研究家や古武術団体や歴史研究者より歴史的、技術的に否定されている。

## 解説
神奈川県横浜市に本部を置く。香具師の中村天心が大道芸として天心流兵法を立ち上げ、巡業し指導していた。2012年から鍬海政雲、2019年からは井手柳雪の両名が指導している。

## メンバー
- 中村 天心
- 鍬海 政雲
- 井手 柳雪
- 武井 霧月
- 滝沢 洞風（まーこ）
- 荒川 岸柳

## 天心流の継承について
天心流兵法は三日月藩にて国富家によって伝えられ続けた天心流の継承を主張している。しかし、天心流兵法が主張する根拠が中村天心による直筆のものか口頭によるものであり、その内容がその他の歴史的資料と反する事が多く見られる。江戸時代の天心流と現在の天心流兵法を繋げる史料は未だに存在せず、天心流と天心流兵法を繋げる客観的史料は一切見つかっていない。

## 宝蔵院流について
現在、外物と称し宝蔵院分流陰派を名乗っているが、そのような流派が宝蔵院流や柳生家の史料や古書で今のところ見つかってない。宝蔵院分流陰派の前は宝蔵院支流陰派と名乗っていた。現存する宝蔵院流からは認められていない。

## 江戸柳生について
天心流兵法は自分たちは江戸柳生の系譜だと主張し、江戸柳生天心流兵法で商標登録をしている。しかし、これも柳生家、新陰流史などの歴史的史料に置いて江戸柳生と天心流兵法が繋がる史料が見つかっていない。天心流兵法は2011年ごろまで「分流を許されて独自の兵法を編み出し、これを天心流と名付け弘めた」と時沢弥兵衛が独自に編み出したものと主張していたが、現在は「宗矩公が編み出した二百数十の技法を整理し独自の兵法を編み出して、これを天心流と名付けました」と柳生宗矩が考えたものを時沢弥兵衛が整理したと主張を変えて、それを元に江戸柳生を主張している。一般的に江戸柳生は江戸時代の柳生宗矩系譜の新陰流のことを指し、公式により天心流兵法は国富家から石井家に伝わり明治以降に東京に道場を構え伝わったと主張している為、時期的にもまた流派としても該当するものではなく、主張通りでも一般的な江戸柳生とは無関係である。

## 天心一刀流について
綿谷雪の武芸流派大事典に「天心一刀流第四代　中村天心　東京都三鷹市」との記載がある。この人物が天心流兵法の中村天心と同一人物であった場合、石井家三代から数えて四代目であり流祖は石井家の人間になる。しかし、中村天心は九代目を名乗っており矛盾が生じている。さらに公式によって「ちなみにこちらでは天心一刀流となってますが、これは剣（限定）での名称です。全体では天心流兵法、剣の時のみは天心一刀流を称するとの事。」と発言したことにより、剣術は石井家の人間が流祖の団体となった。天心流は団体名ではなく剣術の流派であるため、現在は天心流ではなく天心一刀流の流派という証明になってしまっている。

## 士林団について
士林団という団体が江戸城内に存在し天心流兵法の起源として主張している。しかし、江戸城、徳川家、柳生家関連から士林団なる団体の史料が発見されず、幕末歴史研究家の吉野式の調査によって、そのような団体は歴史的に存在しない偽史であると発表された。発表後も天心流兵法は、士林団は存在したと主張しており、士林団から町火消の組の名前が取られたと主張している。

## 彰義隊との関係性について
彰義隊に、士林団の末裔で天心流を修得した者の末裔が参加していると言う理由で、彰義隊の墓の前で演舞を行ってた。しかし、その根拠となる士林団なる集団について前述の通り、幕末歴史研究家の吉野式の調査によって士林団自体が偽史と断定された。更に、その天心流を修得した者について人名など公表しておらず、彰義隊研究の中で天心流を修得した者の末裔に該当する人物は発見されていない。確認出来る関連性は中村天心の言い伝えのみのである。仮に修得した者の末裔がいたとしても、末裔なだけであり彰義隊とは直接的な関係はない。

## 出演

### テレビ番組
- 正月はたけしにまかせなさい！（フジテレビ、1986年）
- オールナイトフジ「とんねるずの怪人ゴングショー」（フジテレビ、1988年）
- SPORTS JAPAN（NHKワールド JAPAN、2016年）
- レギュラー番組への道 スピードキングダム 驚異の最速対決!（NHK BSプレミアム、2021年）

### インターネット番組
- ガチ男気TV ＃1（AbemaTV、2017年）

### CM
- CR 喰霊-零-「抜刀クッキング」（2017年）

### 舞台
- 第一回　二本差しの復権　天心流兵法大演舞会（2020年）

### モーションアクター
- Ghost of Tsushima（2020年）